# 632 TCN
632 TCN là một năm trong lịch La Mã.